# Palts (streek)
De Palts (Duits: Pfalz, Paltsisch: Palz) is een streek in het zuiden van het Duitse bondsland Rijnland-Palts. Het gebied is 5.451 km² groot en heeft ongeveer 1,4 miljoen inwoners. De wijnstreek Palts is de op een na grootste wijnstreek van Duitsland. Een derde van de Palts wordt ingenomen door het Paltserwoud.  De meeste steden liggen in de Rijnvlakte.

## Geografische indeling

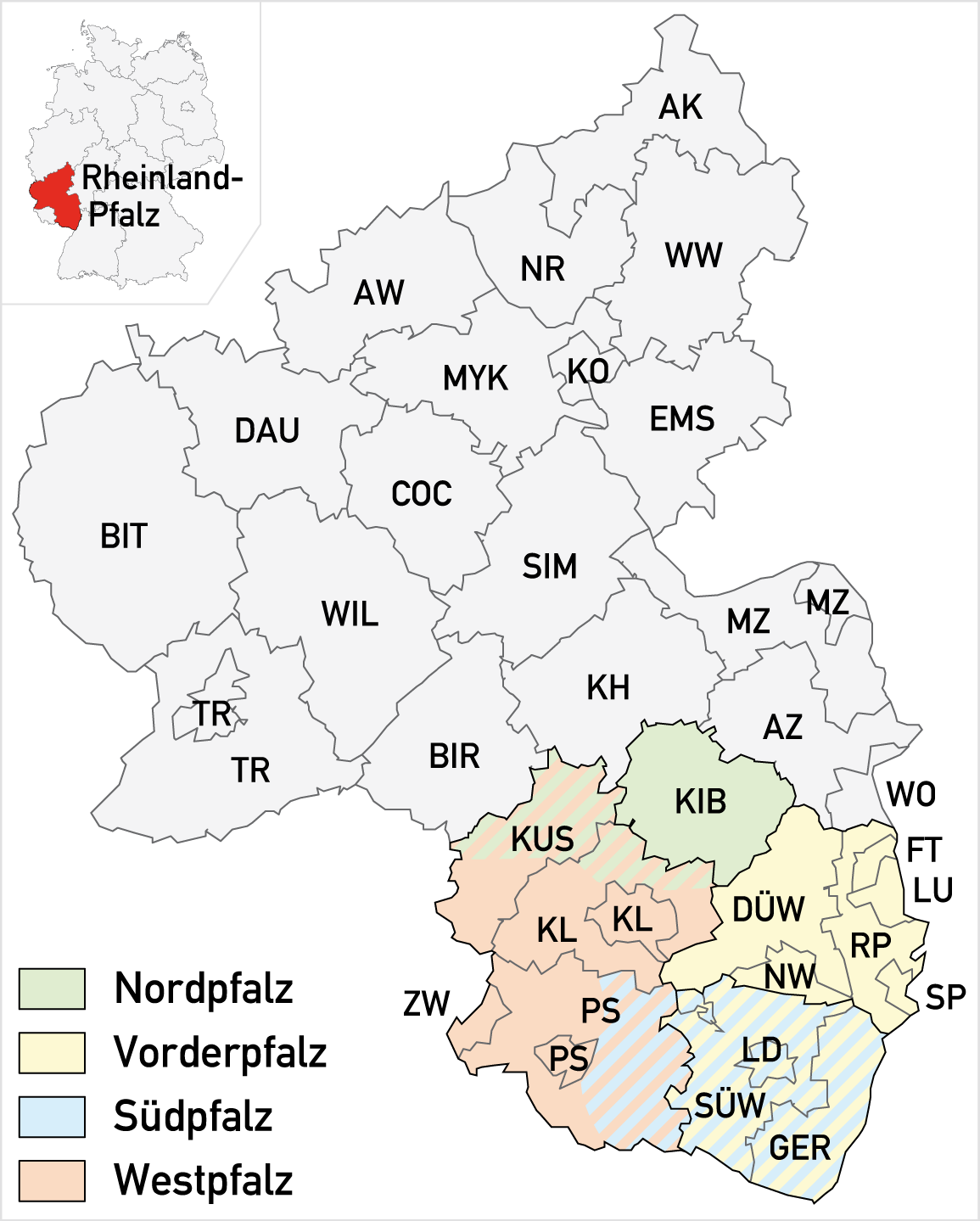
Indeling van de Palts

De Palts omvat de volgende districten (Landkreis) en stadsdistricten (kreisfreie Stadt), hierna telkens gevolgd door het autokenteken (zie ook op de kaart) :
Districten:
- Bad Dürkheim: DÜW
- Donnersbergkreis: KIB
- Germersheim: GER
- Kaiserslautern (district): KL
- Kusel: KUS
- Rhein-Pfalz-Kreis: RP
- Südliche Weinstraße: SÜW
- Südwestpfalz: PS

Steden:
- Frankenthal : FT
- Kaiserslautern: KL
- Landau in der Pfalz: LD
- Ludwigshafen: LU
- Neustadt an der Weinstraße: NW
- Pirmasens: PS
- Spiers: SP
- Zweibrücken: ZW